# Королевские регалии Таиланда

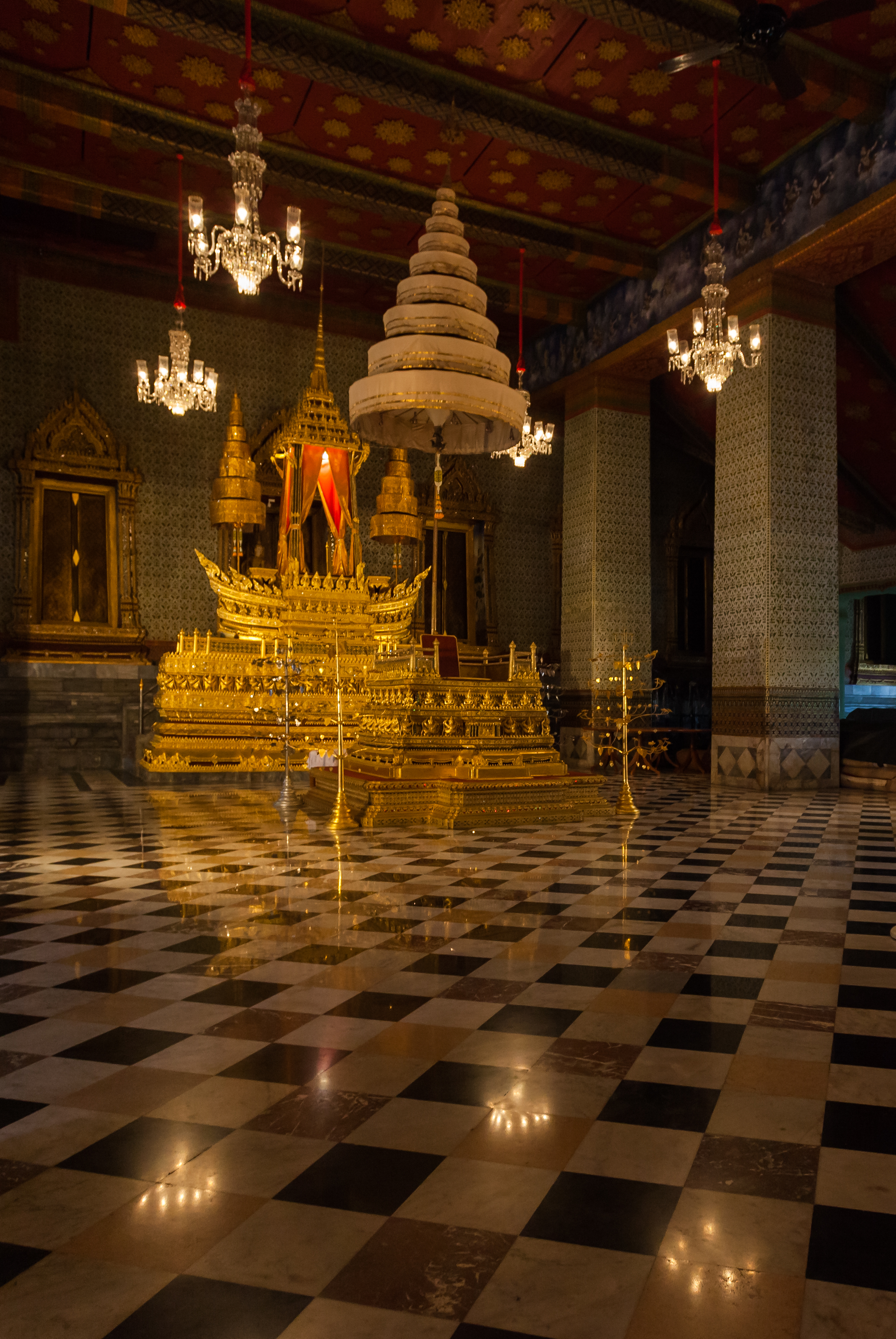
Девятиярусный зонт — главная королевская регалия Таиланда

Набор королевских регалий Таиланда (тайск. เบญจราช กกุธภัณฑ์), существующий в настоящее время, был создан в основном во время правления Рамы I после создания в 1768 году Таксином Великим сиамского государства Тхонбури. Эти регалии в основном используются во время церемонии коронации монарха в начале его царствования. В настоящее время эти регалии представлены в музее Большого дворца в Бангкоке.
Основные королевские регалии включают:
- Королевский девятиярусный зонт (тайск. พระ มหา เศวตฉัตร) — самая главная регалия, в настоящее время существует в семи экземплярах, расположенных в разных местах королевского дворца;
- Большая корона Победы (тайск. พระ มหา พิชัย มงกุฎ) — официальный головной убор монарха, изготовлена во время правления Рамы I, на её изготовление ушло 7,3 кг золота;
- Меч Победы (тайск. พระแสง ขรรค์ ชัยศรี) — меч длиной 101 см, украшенный золотым изображением бога Вишну, символизирует военную мощь; найден в 1784 году в озере Тонлесап;
- Королевский жезл[англ.] (тайск. ธารพระกร) — символ справедливости;
- Королевское опахало (тайск. วาลวีชนี) — опахало, изготовленное из хвоста белого слона;
- Королевские сандалии (тайск. ฉลองพระบาท) — копия обуви монарха, изготовленная из золота.

Кроме того, в состав регалий входит королевская посуда — приборы для личного пользования монарха.
Эти регалии всегда размещены по обе стороны королевского трона во время дворцовых церемоний.
Другие символы королевской власти монарха Таиланда:
- Королевские троны Таиланда — в настоящее время существует шесть тронов, расположенных в различных тронных залах Большого дворца в Бангкоке[3]
- Королевский белый слон — как правило, один слон для каждого монарха; слон, представляющий нынешнего короля Таиланда, размещён в зоопарке Дусит, кроме него, король имеет 10 других слонов;
- Королевская Гаруда — герб короля Таиланда;
- Королевский штандарт Таиланда[англ.] — официальный штандарт короля;
- Королевские флаги[англ.] — личные флаги короля и королевской семьи;
- Королевский гимн Таиланда[англ.] — королевский гимн.